# Брюн, Оле Кристиан
Оле Кристиан Брюн (норв. Ole Kristian Bryhn; род. 1 мая 1989, Драммен) — норвежский стрелок, специализирующийся в стрельбе из винтовки. Двухкратный чемпион мира, участник двух Олимпиад.

## Карьера
Заниматься спортивной стрельбой Брюн начал в 2001 году. Пять лет спустя впервые пробился в состав норвежской сборной в своей возрастной категории. В 2009 году на европейском первенстве в Осиеке стал бронзовым призёром в соревнованиях юниоров.
С 2010 года норвежец выступает во взрослой возрастной категории. В 2011 году одержал первую победу на Кубке мира, выиграв в польском Вроцлаве состязания по стрельбе из малокалиберной винтовки из трёх положений.
В 2012 году дебютировал на Олимпийских играх. Выступал только в стрельбе из трёх положений, где смог пробиться в финал и занял там 7-е место.
На чемпионате мира 2014 года в испанской Гранаде завоевал две медали (из которых одна золотая), но обе были завоёваны в неолимпийских видах программы (стрельба с 300 метров). В олимпийских дисциплинах занимал места во втором десятке.
На Олимпиаде в Рио-де-Жанейро Оле Кристиан Брюн был знаменосцем сборной Норвегии на церемонии открытия Игр. Выступал в трёх видах стрелковой программы. В стрельбе из пневматической винтовки был 40-м, из винтовки лёжа — 43-м, а в стрельбе из трёх положений пробился с третьим результатом в финал, где выступил не слишком удачно и занял последнее, восьмое место. 